# Janina Honczarenko
Janina Honczarenko z d. Seget (ur. 20 stycznia 1909 w Warszawie, zm. 2 września 1976 w Szczecinie) – polska entomolog, specjalistka w dziedzinie entomofauny glebowej.

## Życiorys
Janina Honczarenko w 1927 ukończyła naukę w szkole średniej, a 1932 ukończyła studia magisterskie w Szkole Głównej Gospodarstwa Wiejskiego. Praktykę odbyła w Zarządzie Łazienek Królewskich w Warszawie, a pierwszą pracę zawodową podjęła w Stacji Genetycznej w Morach pod Warszawą. W 1934 przeniosła się do Zemborzyc pod Lublinem, gdzie pracowała w charakterze asystentki w Zakładzie Rolniczo-Doświadczalnym. W 1946 podjęła pracę w Wyższej Szkole Rolniczej w Lublinie jako starszy asystent Zakładu Zoologii Wydziału Rolnego. W 1955 przeniosła się wraz z mężem Grzegorzem do Wyższej Szkoły Rolniczej w Szczecinie na stanowisko adiunkta w Katedrze Ochrony Roślin. W 1959 otrzymała stopień naukowy doktora nauk biologicznych w Wyższej Szkole Rolniczej w Lublinie. Doktorem habilitowanym została w 1967 na Wydziale Ogrodniczym Szkoły Głównej Gospodarstwa Wiejskiego w Warszawie na podstawie pracy Entomofauna glebowa różnych zbiorowisk roślin łąkowych. W 1967 awansowała na stanowisko docenta. Kierowała Pracownią Ekologii Zwierząt (1967–1971) i  Katedrą Zoologii (1972-1976).
Została pochowana na cmentarzu Centralnym w Szczecinie (kw. 44/1/35).

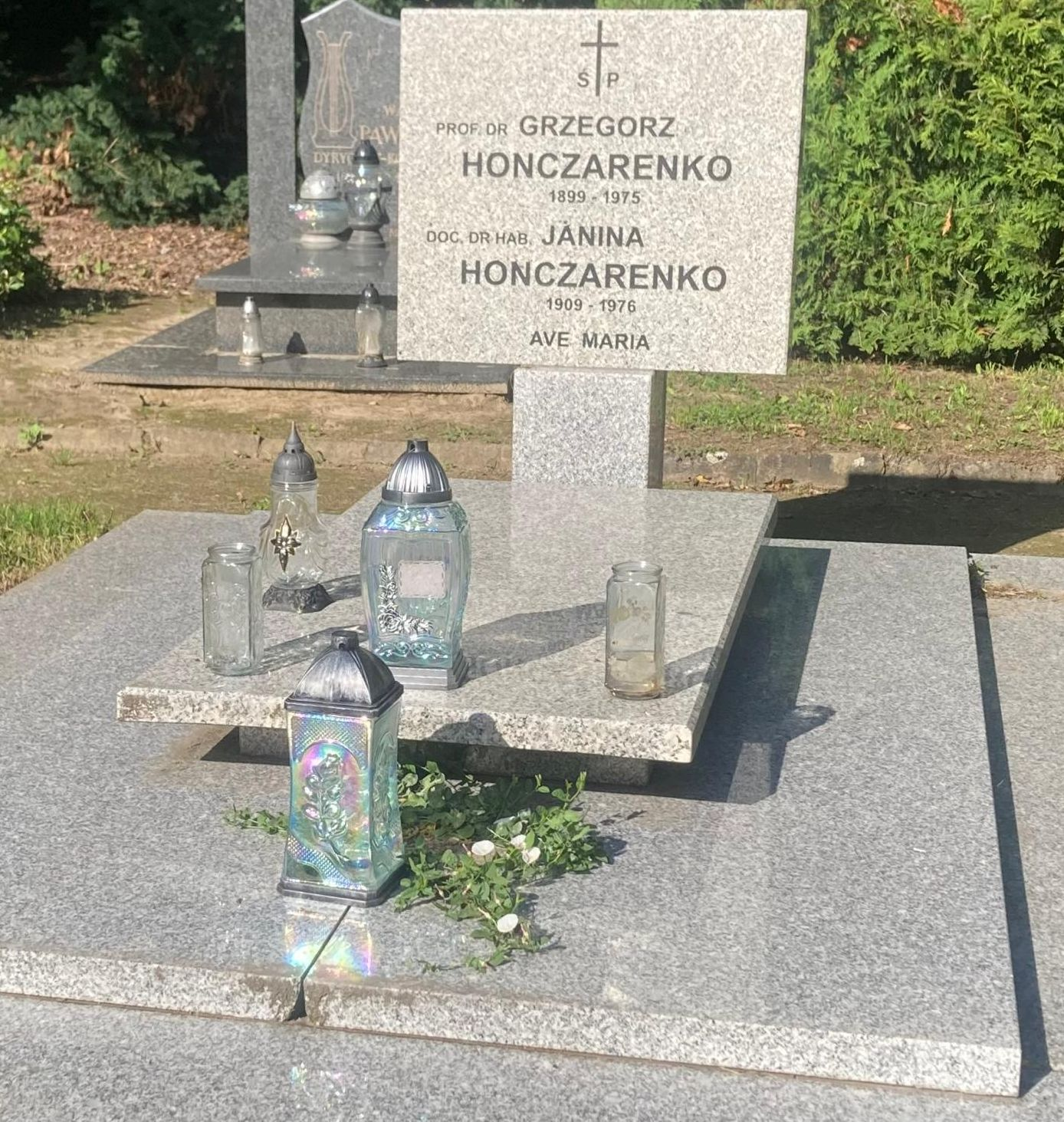
Grób Grzegorza i Janiny Honczarenko

## Praca naukowo-badawcza
Janina Honczarenko prowadziła badania o charakterze ekologicznym nad entomofauną glebową różnych ekosystemów na Lubelszczyźnie i Ziemi Szczecińskiej (m.in. w szczecińskiej dzielnicy Załom w rejonie Pucic). Specjalizowała się w zakresie entomofauny glebowej, szczególnie larw chrząszczy z rodziny sprężykowatych Elateridae i żukowatychScarabseidae. Jej dorobek naukowy obejmuje ok. 70 publikacji, w tym 22 oryginalne prace naukowe i 2 skrypty. Wypromowała doktora i 35 magistrów.

## Wybrane publikacje
- Doświadczenia nad zwalczaniem Meligethes aeneus Fabr. na rzepaku metodami chemicznymi. „Ann. UMCS” 1952, E, Agricultura, 7, 7, s.115-160
- Występowanie larw chrząszczy Elateridae i Scarabaeidae na łąkach nadbystrzyckich w okolicach Lublina. „Ann. UMCS” 1959, 9, 9, s.227-268[8]
- Entomofauna glebowa różnych zbiorowisk roślin łąkowych. STN i PWRiL 1962, 14, 2, 46 ss.

## Upamiętnienie
W rocznicę śmierci Janiny Honczarenko, we wrześniu 1977 w okolicy Załomia dokonano uroczystego odsłonięcia pomnika, na którym były umieszczone dwie tablice: jedna poświęcona Janinie Honczarenko, a druga zawierała informację o melioracji okolicznych łąk, jaka miała miejsce w latach 70. Obie tablice wkrótce po odsłonięciu pomnika zostały skradzione.

## Odznaczenia
- Odznaka Gryfa Pomorskiego (1969)
- Złoty Krzyż Zasługi (1973)